# Lymantria hypobolimaea
Lymantria hypobolimaea este o specie de molii din genul Lymantria, familia Lymantriidae, descrisă de Collenette 1959 Conform Catalogue of Life specia Lymantria hypobolimaea nu are subspecii cunoscute.